# Carcelia sericea
Carcelia sericea är en tvåvingeart som beskrevs av Robineau-desvoidy 1863. Carcelia sericea ingår i släktet Carcelia och familjen parasitflugor.
Artens utbredningsområde är Frankrike. Inga underarter finns listade i Catalogue of Life.